# Észak-even járás
Az Észak-even járás (oroszul Северо-Эвенский район [Szevero-Evenszkij rajon]) Oroszország egyik járása a Magadani területen. Székhelye Evenszk.

## Népesség
- 2002-ben 3 744 lakosa volt, melynek 27,44%-a even nemzetiségű.
- 2010-ben 2 667 lakosa volt.